# Robert Briçonnet
Robert Briçonnet (zm. 26 lipca 1497 w Moulins) – francuski biskup.

## Życiorys
Urodził się jako syn Jeana Briçonneta, a jego bratem był Guillaume. Dzięki protekcji Karola VIII został mianowany kanonikiem w orleańskim opactwie Saint-Aignan. 18 września 1493 roku został wybrany arcybiskupem Reims. Na dwa lata przed śmiercią został także kanclerzem Francji. Zmarł 26 lipca 1497 roku w Moulins.